# Andechy
Andechy (picardisch: Anechy) ist eine nordfranzösische Gemeinde mit 285 Einwohnern (Stand 1. Januar 2022) im Département Somme in der Region Hauts-de-France. Die Gemeinde liegt im Arrondissement Montdidier und gehört zum Kanton Roye.

## Geographie
Die Gemeinde liegt in der Landschaft Santerre rund sieben Kilometer westlich von Roye an der Kreuzung der Départementsstraßen D54, D139 und D160. Das Gemeindegebiet wird im Norden von der Départementsstraße D934 (frühere Route nationale 334) und im Süden vom Flusslauf der Avre begrenzt.

## Geschichte
In Andechy wurden gallo-römische und merowingische Siedlungsspuren gefunden. Während der Auseinandersetzungen der Fronde wurde der Ort 1653 niedergebrannt.
Die Gegend um Andechy war im Sommer und Herbst 1916 Schauplatz von Gefechten der Schlacht an der Somme. Die Gemeinde wurde im Ersten Weltkrieg vollständig zerstört. Sie erhielt als Auszeichnung das Croix de guerre 1914–1918.

## Einwohner
| 1962 | 1968 | 1975 | 1982 | 1990 | 1999 | 2006 | 2010 |
| ---- | ---- | ---- | ---- | ---- | ---- | ---- | ---- |
| 199  | 186  | 151  | 173  | 211  | 212  | 237  | 265  |

## Verwaltung
Bürgermeister (maire) ist seit 2008 Régis Alluard.	

## Sehenswürdigkeiten
- Die Kirche Saint-Pierre aus dem 20. Jahrhundert an der Stelle eines Baus aus dem 16. Jahrhundert.
- Der deutsche Soldatenfriedhof aus dem Ersten Weltkrieg am nordwestlichen Ortsausgang.